# Entre-deux-Monts
Entre-deux-Monts település Franciaországban, Jura megyében. Lakosainak száma 165 fő (2022. január 1.). Entre-deux-Monts Chaux-des-Crotenay, La Chaux-du-Dombief, Fort-du-Plasne és Les Planches-en-Montagne községekkel határos.

## Népesség
A település népességének változása:
| Lakosok száma | 139  | 102  | 114  | 146  | 152  | 147  | 142  | 136  | 146  | 165  |
|               | 1968 | 1982 | 1990 | 2006 | 2013 | 2015 | 2017 | 2019 | 2020 | 2022 |